# Adam Kinzinger
Adam Daniel Kinzinger (Kankakee, 27 februari 1978) is een Amerikaans politicus, senior politiek commentator voor CNN en luitenant-kolonel in de Air National Guard. Van 2011 tot 2023 was hij afgevaardigde van de Verenigde Staten in Illinois. Kinzinger was lid van de Republikeinse Partij en vertegenwoordigde oorspronkelijk het 11e congressional district van Illinois en later het 16e district.
Kinzinger werd in 2010 voor het eerst in het Congres gekozen vanuit het 11e district. Zijn district werd na de volkstelling van 2010 grotendeels samengevoegd met het 16e district en Kinzinger stapte over naar het 16e district nadat hij de zittende kandidaat, Don Manzullo, had verslagen in de Republikeinse voorverkiezingen. Nadat president Donald Trump in 2020 de presidentsverkiezingen verloor, werd Kinzinger bekend vanwege zijn uitgesproken verzet tegen Trumps beweringen over kiezersfraude en zijn pogingen om de resultaten ongedaan te maken. Kinzinger was een van de tien Republikeinen die voor de afzetting van Trump stemden wegens het aanzetten tot opstand tijdens zijn tweede afzettingsprocedure. Hij stemde ook voor de oprichting van een speciale commissie die onderzoek moest doen naar de aanval op het Capitool in de Verenigde Staten in 2021 en werd vervolgens benoemd om daarin te dienen.
Kinzinger stelde zich in 2022 niet herkiesbaar voor het Congres. Na zijn aftreden ging hij bij CNN werken als senior politiek commentator.